# Збаражский район
Збаражский район (укр. Збаразький район) — упразднённая административная единица в северной части Тернопольской области Украины. Административный центр — город Збараж.

## Географическое положение
Район граничил на севере с Кременецким и Шумским, на юге — с Тернопольским, на западе — со Зборовским, на востоке — с Лановецким и Подволочисским районами Тернопольской области.
Площадь района — 863 км2 (7-е место среди районов).
Основные реки —
Волчок,
Гнездечна,
Гнезна,
Гнилая Гнезна,
Горынь,
Жирак,
Нетич,
Самчик.

## История
Район образован в 1940 году. В ходе административно-территориальной реформы в Украине, в 2020 году район был упразднён, его территория вошла в состав Кременецкого и Тернопольского районов. На территории района были сформированы Вишневецкая и Збаражская территориальные общины. Территория Охримовского и Романовоселовского сельских советов вошла в состав Байковецкой сельской общины.

## Демография
Население района составляло 56 376 человек (данные 2019 г.), в том числе в городских условиях проживало 16 982 человека, в сельских — 39 394 человека.

## Административное устройство
На момент упразднения район включал в себя::
| - Городских советов: 1 - Поселковых советов: 1 - Сельских советов: 36 | - Городов: 1 - Посёлков городского типа: 1 - Сёл: 75 |

### Местные советы[5]
| - Збаражский городской совет - Вишневецкий поселковый совет - Базаринский сельский совет - Бодаковский сельский совет - Бутинский сельский совет - Великокунинецкий сельский совет - Великоокнинский сельский совет - Высшелубянский сельский совет - Гнездычненский сельский совет - Дзвинячанский сельский совет - Доброводовский сельский совет - Добромерковский сельский совет - Залесецкий сельский совет - Залужанский сельский совет - Зарубинский сельский совет - Зарудянский сельский совет - Иванчанский сельский совет - Капустинский сельский совет - Киданецкий сельский совет | - Кобыльский сельский совет - Колодненский сельский совет - Кохановский сельский совет - Красносельский сельский совет - Кретовский сельский совет - Лозовский сельский совет - Максимовский сельский совет - Низшелубянский сельский совет - Новиковский сельский совет - Охримовский сельский совет - Раковецкий сельский совет - Романовоселовский сельский совет - Синявский сельский совет - Старовишневецкий сельский совет - Старозбаражский сельский совет - Стрыевский сельский совет - Черниховецкий сельский совет - Шиловский сельский совет - Шимковецкий сельский совет |

### Населённые пункты[6]
| с. Базаринцы с. Бодаки с. Болязубы с. Бутин с. Великие Окнины с. Великий Кунинец с. Верняки с. Витковцы пгт Вишневец с. Высшие Лубянки с. Глинчуки с. Гнездычно с. Гнидава с. Горы-Стрыевецкие с. Грицевцы с. Дзвиняча с. Диброва (Кохановский сельсовет) с. Диброва (Шиловский сельсовет) с. Доброводы с. Добромерка | с. Загородье с. Залесцы с. Залужье с. Зарубинцы с. Зарудечко с. Зарудье с. Зашляхом г. Збараж с. Иванчаны с. Ивашковцы с. Капустинский Лес с. Капустинцы с. Киданцы с. Кинаховцы с. Кобылье с. Колодное с. Котюжины с. Кохановка с. Красносельцы с. Кретовцы | с. Кривчики с. Лески с. Лозы с. Максимовка с. Малая Березовица с. Малые Окнины с. Малый Глубочок с. Малый Кунинец с. Мусоровцы с. Мышковцы с. Низшие Лубянки с. Новики с. Новый Роговец с. Олишковцы с. Опреловцы с. Охримовцы с. Поляны с. Раковец с. Решневка с. Розношинцы | с. Романовое Село с. Синява с. Синягивка с. Старый Вишневец с. Старый Збараж с. Стрыевка с. Тарасовка с. Травневое с. Федьковцы с. Хомы с. Чагари-Збаражские с. Черниховцы с. Чёрный Лес с. Чесновский Раковец с. Чумали с. Шилы с. Шимковцы |